# Xanthátes
Xanthátes (Ksanthates) är en ort i Grekland.   Den ligger i prefekturen Nomós Kerkýras och regionen Joniska öarna, i den västra delen av landet, 400 km nordväst om huvudstaden Aten. Xanthátes ligger 109 meter över havet och antalet invånare är 189. Den ligger på ön Korfu.
Terrängen runt Xanthátes är kuperad åt sydost, men åt nordväst är den platt. Havet är nära Xanthátes norrut.Runt Xanthátes är det ganska tätbefolkat, med 90 invånare per kvadratkilometer. Närmaste större samhälle är Korfu, 19,9 km sydost om Xanthátes. I omgivningarna runt Xanthátes växer i huvudsak blandskog.